# Рагнхильда Норвежская
Принцесса Рагнхильд Норвежская, госпожа Лоренцен (норв. Ragnhild Alexandra Lorentzen, prinsesse av Norge, 9 июня 1930, Королевский дворец, Осло, Норвегия — 16 сентября 2012, Рио-де-Жанейро) — старшая дочь норвежского короля Улафа V и его супруги кронпринцессы Марты, урождённой принцессы Шведской.

## Биография
Она была старшей дочерью кронпринца Улафа (позже короля Норвегии Улафа V) и кронпринцессы Марты (урождённой принцессы Швеции). По отцу являлась внучкой Хокона VII (ставшего королём Норвегии после обретения ею независимости в 1905 году), а по матери принадлежала к династии Бернадотов, правящей династии Швеции с 1818 года, так как была дочерью Карла Шведского, герцога Вестергётландского, сына Оскара II, который был королём Швеции и Норвегии в 1872—1905 годах, а после обретения независимости последней оставался на шведском престоле до 1907 года.
При крещении новорожденную принцессу назвали Рагнхильд Александра, с титулом принцессы Норвежской. Принцесса Рагнхильд была первой за 629 лет принцессой Норвегии, родившейся на территории Королевства.
Во время Второй мировой войны принцесса бежала от нацистского вторжения со своей семьей, проводить военные годы пришлось в изгнании вместе с матерью, братом Харальдом (ныне король Харальд V) и сестрой принцессой Астрид в Вашингтоне, округ Колумбия. Король Хокон VII вместе с кронпринцем Улафом во время войны возглавляли правительство в изгнании в Лондоне, по этой причине семья фактически не была единым целым. Семья воссоединилась только в 1945 году, когда после окончания войны королевская семья вернулась из изгнания на родину.
Принцесса Рагнхильд открывала Зимние Олимпийские Игры 1952 года в Осло, когда её отец находился в Великобритании на похоронах короля Георга VI.
15 мая 1953 года принцесса Рагнхильд Норвежская вышла замуж за Эрлинга Свена Лоренцена. Лоренцен родился 28 января 1923 года в Осло. Родители занимались торговлей, именно по этому пути и пошёл Эрлинг Свен. Супруги переехали в Рио-де-Жанейро, где её муж имел существенные прибыльные предприятия, первоначально в качестве временного проживания, но, в конце концов, они поселились там и остались навсегда.
У Рагнхильд и Эрлинга родились трое детей: 
- Хокон Лоренцен (род. 1954) — женился на Марте Карвало де Фреитас, имеют троих детей;
- Ингеборга Лоренцен (род. 1957) — вышла замуж за Пауля Цезаря Риберто Фило, имеют дочь;
- Рагнхильда Лоренцен (род. 1968) — вышла замуж за Аарона Лонга, имеют двух дочерей.

Принцесса Рагнхильд умерла у себя дома в Рио-де-Жанейро 16 сентября 2012 года, после продолжительной болезни в возрасте 82 лет.

## Титулы
- 9 июня 1930 — 15 мая 1953: Её Королевское Высочество принцесса Норвежская
- 15 мая 1953 — 16 сентября 2012: Её Высочество принцесса Рагнхильд, госпожа Лоренцен